# Dmitrij Polakow
Dmitrij Polakow, ros. Дмитрий Фёдорович Поляков (ur. 1921, zm. 1988) – generał major (według niektórych źródeł generał porucznik) radzieckiego wywiadu wojskowego (GRU), współpracownik amerykańskiego wywiadu przez blisko 18 lat. Uważa się go za najwyższego rangą oficera GRU, który został aresztowany za współpracę z Zachodem.
Jako pułkownik wywiadu wojskowego pracujący pod przykrywką członka radzieckiej misji przy ONZ w Nowym Jorku, zwrócił się w listopadzie 1961 roku do znajomego agenta Federalnego Biura Śledczego z propozycją spotkania z dowódcą amerykańskiej 1 Armii, stacjonującym na Governor’s Island w pobliżu Manhattanu. Po spotkaniu zapoznano go z podającym się za oficera Centralnej Agencji Wywiadowczej funkcjonariuszem FBI. Amerykanie zaczęli prowadzić Polakowa w styczniu 1962 roku, nadając mu kryptonim TOP HAT. W tym czasie kierował siatką wywiadu radzieckiego, której wielu agentów osobiście wyszkolił. Wśród tzw. nielegałów, których wydał, znajdowali się m.in.: Aleksandr Solołow i Kaarlo Tuomi. Uważa się też, że zdekonspirował Brytyjczyka Franka Bossarda oraz szpiegów działających w amerykańskich siłach zbrojnych: Nelsona C. Drummonda, Jacka E. Dunlapa i Williama H. Whalena. Polakow sprawiał wrażenie człowieka działającego z nienawiści do ustroju radzieckiego. Przyjmował prezenty, ale nigdy się nie zgodził na gratyfikację pieniężną. Gdy w 1963 roku powrócił do Moskwy, przeszedł pod kompetencję CIA, choć Federalne Biuro Śledcze próbowało podtrzymać swój kontakt, wskazując martwe skrzynki prostym szyfrem w ogłoszeniach zamieszczanych w rubryce towarzyskiej w The New York Times. W listopadzie 1965 roku Polakow został mianowany attaché wojskowym w Birmie, a od 1973 roku w Indiach. Informacje przekazywał ustalonymi wcześniej metodami.
David Wise napisał w Nightmover (1995) [wyd pol. Kryptonim Nightmover, 1997], że po awansie do stopnia generalskiego (formalnie w siłach obrony przeciwpowietrznej) w 1979 roku

Polakow miał jeszcze większy dostęp do ściśle tajnych informacji. Przez lata dostarczał wyjątkowo cennych polityczno-wojskowych informacji, w tym danych o radzieckich strategicznych pociskach rakietowych, przeciwpancernych pociskach kierowanych, środkach chemicznych i biologicznych, chorobach zbóż i obronie cywilnej.

Polakow był jednym z oficerów wywiadu radzieckiego (GRU i KGB), którzy zostali zdradzeni przez oficera kontrwywiadu CIA Aldricha Amesa. Wcześniej w 1979 roku wskazał go inny funkcjonariusz amerykańskich służb specjalnych, Robert Hanssen z FBI, który zaoferował współpracę wywiadowi wojskowemu GRU w Nowym Jorku, lecz wkrótce przyłapany przez żonę zerwał ją. KGB nie dało wówczas wiarygodności informacjom od Hanssena, lecz dla pewności i sprawdzenia Polakow został odwołany do Moskwy.
Prawdopodobnie to jego raporty były źródłem wiedzy wywiadu amerykańskiego i administracji prezydenta Ronalda Reagana na temat dalszych planów przywódcy ZSRR Michaiła Gorbaczowa i radzieckich kół wojskowych odnośnie do kontynuowania wojny w Afganistanie.
Aresztowany przez KGB w jakiś czas po rozpoczęciu współpracy Amesa z KGB (1985 rok), został stracony w 1988 roku.
Jednym z powodów podjęcia przez Polakowa współpracy z zachodnim wywiadem była śmierć jego syna. Gdy ten zachorował, uratować go mogła skomplikowana operacja w Stanach Zjednoczonych, lecz nie uzyskał na nią zgody od władz Związku Radzieckiego.